# Х
Cette page contient des caractères spéciaux ou non latins. S’ils s’affichent mal (▯, ?, etc.), consultez la page d’aide Unicode.
Cet article possède des paronymes, voir Kha et Khā.
Ne doit pas être confondu avec X.

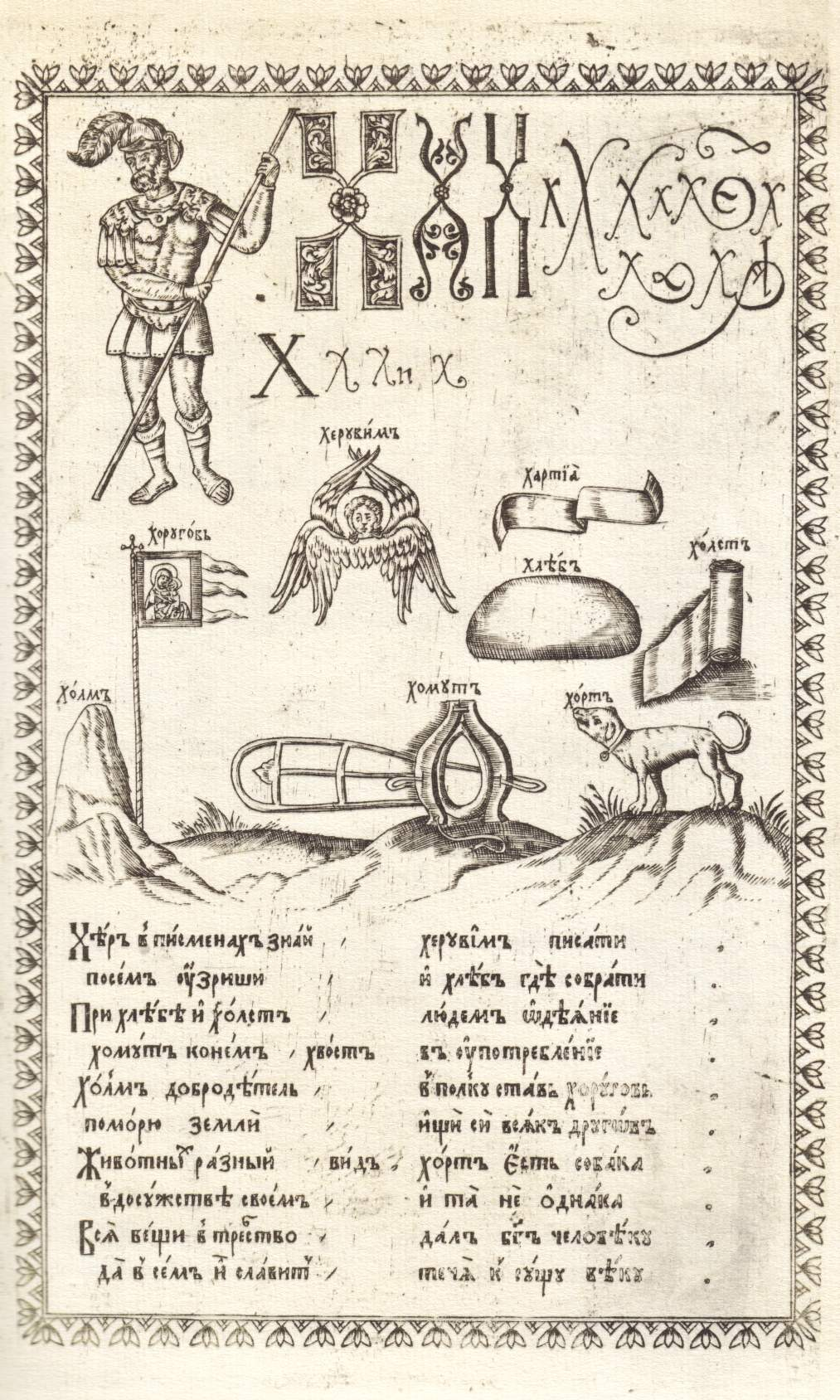
Les formes du kha dans l’Alphabet de Karion Istomin de 1694.

Kha (capitale Х, minuscule х) est une lettre de l'alphabet cyrillique.

## Linguistique
Х représente le son /x/.

## Représentation informatique
- Unicode[1] :
  - Capitale Х : U+0425
  - Minuscule х : U+0445